# The Drowning Pool
The Drowning Pool (bra: A Piscina Mortal; prt: Sangue Frio em Água Quente) é um filme neo-noir estadunidense de 1975, dos gêneros suspense e mistério, dirigido por Stuart Rosenberg, e estrelado por Paul Newman, Joanne Woodward e Tony Franciosa. O roteiro de Tracy Keenan Wynn, Lorenzo Semple, Jr. e Walter Hill foi baseado no romance homônimo de 1950, de Ross Macdonald. A produção é a sequência de "Harper" (1966).
A trama retrata a história de um detetive particular que, após ser contratado por uma antiga namorada para desvendar um caso de chantagem, envolve-se em alguns problemas com os membros da família do marido dela. Este foi o oitavo dos dez filmes que Newman e Woodward coestrelaram juntos.

## Sinopse
Lew Harper (Paul Newman), um detetive particular de Los Angeles, viaja para a Luisiana a pedido de sua ex-namorada, Iris Devereaux (Joanne Woodward), agora casada, que está sendo chantageada por alguém que descobriu sua infidelidade conjugal. Enquanto investiga, Harper se vê no meio de uma batalha de poder entre Olivia Devereaux (Coral Browne), a matriarca da família, que administra a propriedade com um punho de ferro implacável, e J. Hugh Kilbourne (Murray Hamilton), um ambicioso magnata do petróleo que deseja suas terras. À medida que as coisas se complicam, tanto para Harper quanto para Iris, o perigo aumenta, ameaçando-os com sérias consequências.

## Elenco
- Paul Newman como Lew Harper
- Joanne Woodward como Iris Devereaux
- Tony Franciosa como Chefe Broussard
- Murray Hamilton como J. Hugh Kilbourne
- Gail Strickland como Mavis Kilbourne
- Melanie Griffith como Schuyler Devereaux
- Linda Haynes como Gretchen
- Richard Jaeckel como Tenente Franks
- Paul Koslo como Candy
- Joe Canutt como Glo
- Andy Robinson como Pat Reavis
- Coral Browne como Olivia Devereaux
- Richard Derr como James Devereaux
- Helena Kallianiotes como Elaine Reavis
- Leigh French como Ruiva
- Peter Dassinger como Peter
- James Fontenot como Barman
- Jerome Greene como Mordomo
- Cecil Elliott como Telefonista
- Andre Trottier como Hidroterapeuta

## Produção
O romance homônimo que baseou o roteiro do filme foi originalmente publicado em 1950. O jornal The New York Times considerou-o "um dos melhores mistérios do ano".
Em 1966, o romance "The Moving Target" (1949), de Ross Macdonald, foi adaptado por William Goldman e lançado nos cinemas como "Harper", estrelado por Paul Newman. O personagem principal do romance, Lew Archer, foi renomeado para "Lew Harper" devido ao fato de que o autor detinha os direitos sobre o nome, enquanto a produtora Filmways possuía os direitos do personagem para uso em filmes. Após o lançamento, Goldman escreveu uma sequência para a produção, com uma história baseada em "The Chill" (1964), embora o roteiro nunca tenha sido produzido.
Em abril de 1973, os produtores Lawrence Turman e David Foster anunciaram que tinham adquirido os direitos do romance "The Drowning Pool" para Robert Mulligan dirigir, com Walter Hill contratado para adaptá-lo. Hill fez um rascunho, dizendo que "tentou endurecer o material e colocar um pouco mais de força nas calças de Lew Archer, o que provavelmente foi um erro. Certamente, o estúdio e os produtores acabaram se sentindo assim; a principal crítica deles foi que os fãs de Macdonald não respondem à ação física. Eles podem ter razão, mas eu achei que seguir na direção que eles queriam com o roteiro seria uma estrada para o tédio". Ele também disse que isso o levou a "mais ou menos pular do barco" e ir fazer "Hard Times" (1975), que marcou sua estreia na direção.
Hill afirmou que, durante seu envolvimento na produção, Paul Newman ainda não havia sido escalado, e Mulligan optou por sair do projeto ao mesmo tempo que ele. Eventualmente, Newman concordou em estrelar, com sua companhia First Artists produzindo o filme na Warner Bros. Em julho de 1974, Joanne Woodward também aceitou participar da produção, e Lorenzo Semple, Jr. foi contratado para reescrever o roteiro. Por sugestão de Woodward, a locação da história também foi alterada, da Califórnia para a Luisiana, pois ela sentiu que isso proporcionaria um diferencial.
Em setembro de 1974, Tracy Keenan Wynn, que era famoso por trabalhar em telefilmes, também começou a escrever o roteiro.
Jack Garfein disse que seu agente o indicou para dirigir o filme e Newman inicialmente concordou. No entanto, Stuart Rosenberg abordou Newman pedindo o trabalho, revelando estar passando por problemas pessoais e estar "desesperado" pela oportunidade, o que fez Newman escolhê-lo.
Originalmente, o plano era nomear o personagem principal de "Dave Ryan" para evitar confusões com uma sequência direta de "Harper". No entanto, algumas semanas antes da pré-produção, Foster decidiu que era "uma bobagem fazer essa mudança", então o personagem acabou sendo Harper novamente. O título de produção do filme foi "Ryan's the Name".
Em 18 de outubro de 1964, o filme começou sua produção, com uma programação de quatro semanas de filmagens com locações em Lafayette, Lake Charles, Franklin, Henderson e Nova Orleans. Em 24 de dezembro de 1974, a produção foi encerrada com uma duração de quase dez semanas, com seis delas filmadas em locações na Luisiana. Na época em que o filme estava sendo feito, a Paramount estava produzindo uma série de televisão baseada nos romances de Lew Archer, estrelada por Brian Keith.
Antes do filme ser lançado, um possível comprador disse: "Você tem certeza de que será um desastre porque Stuart Rosenberg – oh, que Stuart Rosenberg tem sobre Paul Newman? Quero dizer, depois de WUSA, como alguém poderia...? Esse homem deve ser o Otto Preminger dos filmes B. Ele simplesmente não faz um filme comercial há anos e as pessoas ainda lhe dão grandes propriedades".
Mais tarde, Hill afirmou que Eric Roth também colaborou na escrita, e também estimou que apenas duas cenas menores do filme eram fiéis à sua versão do roteiro, além de afirmar que "não estava muito entusiasmado com o filme".

## Recepção
A. H. Weiler, em sua crítica para o The New York Times, escreveu: "Sob a direção robusta, mas comum, de Stuart Rosenberg, o roteiro, adaptado do romance de 1950 (de Ross Macdonald), transporta nosso herói de sua Califórnia natal para a Nova Orleans contemporânea e seus arredores ... Claro, o Harper do Sr. Newman sobrevive a surras, armadilhas e uma variedade de ofertas tentadoras com trocadilhos, charme e decência inerente projetada em um estilo discreto e trabalhador. Se sua atuação não é excepcional, é um pouco mais convincente do que as caracterizações dos outros protagonistas, que surgem como tipos estranhos e não como indivíduos completamente desenvolvidos e persuasivos ... Infelizmente, as performances e aspectos autênticos como o dialeto Cajun, os pântanos, Nova Orleans e uma imponente mansão pré-guerra de colunas brancas, situada entre amplos gramados e antigos carvalhos vivos, servem apenas para tornar The Drowning Pool uma diversão moderadamente interessante".
Roger Ebert, para o Chicago Sun-Times, deu ao filme 2/4 estrelas, escrevendo que a premissa básica do filme era "material de suspense direto e poderia ter dado um filme B decente, mas como The Drowning Pool é um veículo de Paul Newman, ele vai de primeira classe, e isso acaba sendo fatal. Tanta atenção é dada para fazer o filme parecer visualmente bom que a história se perde". Stanley Kauffmann, em sua crítica para a revista The New Republic, descreveu o filme como um "suspense podre".
Paul Newman afirmou: "um personagem como Harper é muito fácil. É muito divertido acordar de manhã e interpretar Harper".
No Rotten Tomatoes, site agregador de críticas, 53% das 17 críticas do filme são positivas, com uma classificação média de 5,5/10.

### Bilheteria
De acordo com os registros da Warner Bros., o filme arrecadou US$ 2.600.000 nacionalmente e US$ 5.400.000 no exterior, totalizando US$ 8.000.000 mundialmente.
Na América do Norte, o filme foi um fracasso de bilheteria. No entanto, teve um melhor desempenho no mercado internacional – especialmente na Itália, França, Espanha e África do Sul.

## Prêmios e indicações
| Ano  | Cerimônia | Categoria    | Indicado            | Resultado | Ref.   |
| ---- | --------- | ------------ | ------------------- | --------- | ------ |
| 1976 | Edgar     | Melhor filme | "The Drowning Pool" | Indicado  | [ 29 ] |

## Mídia doméstica
Em 14 de novembro de 2006, a Warner Home Video lançou o filme como parte da box set "The Paul Newman Collection", que incluiu "Somebody Up There Likes Me" (1956), "The Left Handed Gun" (1958), "The Young Philadelphians" (1959), "Harper" (1966), "Pocket Money" (1972) e "The Mackintosh Man" (1973). Em 27 de fevereiro de 2018, o filme foi lançado em Blu-ray pela Warner Archive Collection.